# 246803 Martinezpatrick
246803 Martinezpatrick este o planetă minoră (asteroid), cu un diametru de 7,383 km, din centura de asteroizi. A fost descoperită pe 17 martie 2009 la Vicques⁠(d) de Michel Ory⁠(d). 
Obiectul prezintă o orbită caracterizată de o semiaxă mare de 3,1756884445309 UAi, o excentricitate de 0,14965208818007, o înclinație de 22,750757852093 ° în raport cu ecliptica.